# Arthur Hantzsch

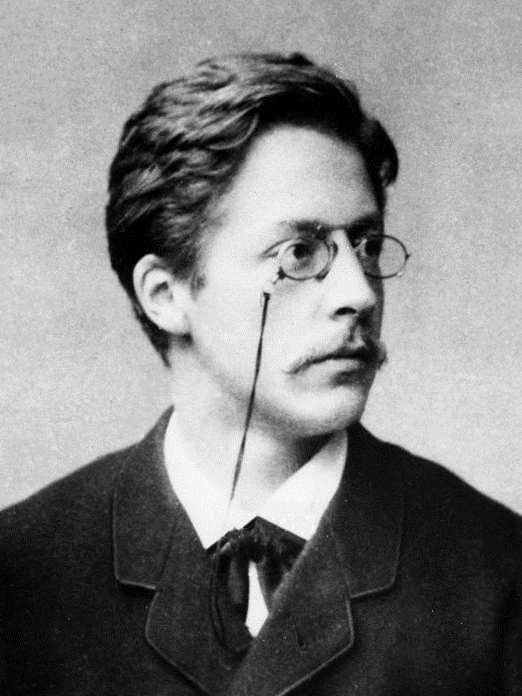
Arthur Hantzsch

Arthur Rudolf Hantzsch, född 7 mars 1857 i Dresden, död där 14 mars 1935, var en tysk kemist. Han var i sitt första äktenskap måg till skulptören Johannes Schilling.
Han studerade kemi under Johannes Wislicenus vid Würzburgs universitet, där han promoverades till filosofie doktor, blev 1883 docent vid Leipzigs universitet, kallades 1885 som ordinarie professor till Polytechnikum i Zürich, 1893 till universitetet i Würzburg och 1903 till universitetet i Leipzig.
Bland hans viktigaste arbeten kan nämnas syntesen av ett pyridinderivat, dihydrokollidindikarbonsyreester, ur aldehydammoniak och acetättikester. Viktigast bland hans teoretiska arbeten är de, i vilka han och Alfred Werner uppställt och utvecklat läran om kvävets stereokemi. I en längre serie av undersökningar har Hantzsch bearbetat diazoföreningarna och försökt tillämpa kvävets stereoisomeri för att förklara deras isomeriförhållanden. Från 1904 var Hantzsch sysselsatt med att studera sammanhanget mellan kemiska föreningars färg och konstitution.